# Синтетический контроль

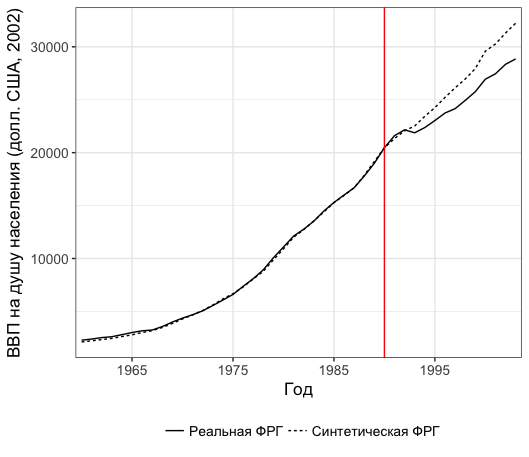
Сравнение реального благосостояния жителей ФРГ после объединения с ГДР в 1990 и гипотетического, если бы объединения не состоялось, с опорой на данные других стран ОЭСР.

Синтетический контроль (англ. Synthetic control method, SCM) — эконометрический метод анализа данных в рамках причинно-следственной модели Рубина, позволяющий проводить каузальную инференцию в сравнительных кейс-стади. Метод направлен на оценку эффектов исследуемого воздействия (например, экономической реформы) на примере небольшого числа кейсов с помощью моделирования их количественных показателей в гипотетической ситуации, где воздействие не было оказано, на основе ограниченного круга похожих контрольных наблюдений посредством присвоения этим переменным определённых весов.

## Формальный вывод
Рассмотрим {\displaystyle i}-й регион, или какой-то другой объект наблюдения, причём {\displaystyle i=1,\dots ,J+1}, где {\displaystyle J+1} — число регионов, среди которых 1 испытал на себе исследуемое воздействие, а остальные {\displaystyle J} — нет, являясь контрольной группой (их совокупность называется «пулом доноров», англ. donor pool), в период времени {\displaystyle t}, где {\displaystyle t=1,\dots ,T}.
Пусть исследуемое воздействие будет оказано в период {\displaystyle T_{0}+1}, где {\displaystyle 1\leq T_{0}<T}, и тогда {\displaystyle T_{0}} — число периодов до воздействия. Обозначим отклик показателя в регионе {\displaystyle i} в период времени {\displaystyle t} в отсутствие исследуемого воздействия через {\displaystyle Y_{it}^{N}}, а в его присутствие — {\displaystyle Y_{it}^{I}}. Сделаем допущение о том, что при {\displaystyle t=1\dots T_{0}}, {\displaystyle Y_{it}^{N}=Y_{it}^{I}}: до наступления исследуемого воздействия, оно не оказывает эффекта на отклик в выбранном регионе. Также допустим, что воздействие, имевшее место в рассматриваемом регионе, не оказывает влияния на регионы из контрольной группы. Эффект исследуемого воздействия обозначим как {\displaystyle a_{it}=Y_{it}^{I}-Y_{it}^{N}}. Поскольку воздействие имеет место только в {\displaystyle i=1} и {\displaystyle t>T_{0}}, целью SCM является определение {\displaystyle a_{1t}=Y_{1t}^{I}-Y_{1t}^{N}}, где {\displaystyle Y_{1t}^{I}=Y_{1t}} — собственно, наблюдаемый в рассматриваемом регионе показатель, а {\displaystyle Y_{1t}^{N}} — ненаблюдаемый отклик, который можно представить в качестве следующей факторной модели:
{\displaystyle Y_{it}^{N}=\delta _{t}+{\boldsymbol {\theta }}_{t}\mathbf {Z} _{i}+{\boldsymbol {\lambda }}_{t}{\boldsymbol {\mu }}_{i}+\epsilon _{it},}
 где {\displaystyle \delta _{t}} — общий для всех регионов фактор, {\displaystyle \mathbf {Z} _{i}} — вектор наблюдаемых, независимых от воздействия ковариат, {\displaystyle {\boldsymbol {\theta }}_{t}} — вектор их оценённых для данной выборки регионов коэффициентов, {\displaystyle {\boldsymbol {\lambda }}_{t}} — вектор ненаблюдаемых латентных факторов, {\displaystyle {\boldsymbol {\mu }}_{i}} — вектор соответствующих им факторных нагрузок и {\displaystyle \epsilon _{it}} — специфичности, или шум. Эту модель можно переписать в виде: 
{\displaystyle \sum \limits _{j}w_{j}Y_{it}^{N}=\delta _{t}+{\boldsymbol {\theta }}_{t}\sum \limits _{j}w_{j}\mathbf {Z} _{i}+{\boldsymbol {\lambda }}_{t}\sum \limits _{j}w_{j}{\boldsymbol {\mu }}_{i}+\sum \limits _{j}w_{j}\epsilon _{it},}
где {\displaystyle w_{j}} — это {\displaystyle j}-тое значение вектора {\displaystyle \mathbf {W} =(w_{2},\dots ,w_{J+1})'}, такого, что {\displaystyle \forall j:w_{j}>0\land \sum \limits _{j}w_{j}=1}. Метод синтетического контроля заключается в подборе такого набора весов {\displaystyle ({\tilde {w}}_{2},\dots ,{\tilde {w}}_{J+1})'}, что при {\displaystyle t\leq T_{0}},  {\displaystyle \sum \limits _{j}{\tilde {w}}_{j}Y_{jt}=Y_{1t}} (то есть до воздействия веса сохраняют наблюдаемое значения отклика неизменным) и {\displaystyle \sum \limits _{j}{\tilde {w}}_{j}\mathbf {Z} _{j}=\mathbf {Z} _{1}} (и при этом эти веса позволяют точно моделировать ковариаты рассматриваемого региона через ковариаты регионов контрольной группы).
В литературе было показано, что если отклонения специфичностей {\displaystyle \epsilon _{it}} незначительны при данном {\displaystyle T_{0}}, размере периода до воздействия, {\displaystyle Y_{1t}^{N}-\sum \limits _{j}w_{j}Y_{it}\to 0}, то есть разница между моделируемым, ненаблюдаемым откликом в отсутствие воздействия и взвешенным, но наблюдаемым в его присутствии, в таких условиях ничтожно. Соответственно, предлагается такая оценка эффекта воздействия ({\displaystyle a_{it}=Y_{it}^{I}-Y_{it}^{N}}):494-495:
{\displaystyle {\hat {a}}_{1t}=Y_{1t}-\sum \limits _{j}{\tilde {w}}_{j}Y_{jt}}

### Оптимизация алгоритма
С вычислительной точки зрения, расчёт искомых весов связан с минимизацией по вектору весов {\displaystyle \mathbf {W} } нормы {\displaystyle \|\mathbf {X} _{1}-\mathbf {X} _{0}\mathbf {W} \|}, где {\displaystyle \mathbf {X} _{1}} — вектор значений ковариатов для исследуемого региона до момента {\displaystyle T_{0}+1}, а {\displaystyle \mathbf {X} _{0}} — матрица значений ковариатов для контрольных регионов. Вне зависимости от выбора исследователем положительно определённой матрицы {\displaystyle \mathbf {V} }, оптимизируемая норма раскрывается как {\displaystyle \|\mathbf {X} _{1}-\mathbf {X} _{0}\mathbf {W} \|_{\mathbf {V} }={\sqrt {(\mathbf {X} _{1}-\mathbf {X} _{0}\mathbf {W} )'\mathbf {V} (\mathbf {X} _{1}-\mathbf {X} _{0}\mathbf {W} )}}} :496.
Для того, чтобы получить конечное значение {\displaystyle \mathbf {V} }, проводят внешнюю оптимизацию по параметру {\displaystyle \mathbf {V} } с использованием коэффициентом дисконтирования {\displaystyle \beta }, повышающим вес недавних наблюдений. Эту оптимизацию можно описать следующим образом: {\displaystyle \sum \limits _{t=1}^{T}\beta ^{T-t}\left(Y_{1t}-\sum \limits _{j=2}^{J+1}{\tilde {W}}_{j}(V)Y_{jt}\right)^{2}\to min}, где {\displaystyle {\tilde {\mathbf {W} }}} — вектор минимальных весов, полученный на предыдущем этапе:616.

### Статистическая значимость результатов
Определение статистической значимости полученных оценок может быть проведено посредством различных техник. В статье 2003 года, оценивающей влияние терроризма и прочих проявлений политического насилия на экономику Страны Басков, рассчитанный эффект был подвергнут т. н. плацебо-тесту (placebo test), заключавшемуся в осуществлении идентичного алгоритма синтетического контроля к Каталонии, также известной своим значительным сепаратистским движением, но не испытывавшей проблем с террористическими проявлениями этого движения.
Плацебо-тесты в литературе, использующей метод синтетического контроля, являются примером непараметрических пермутационных тестов. Моделирование синтетического отклика для всех контрольных кейсов в выборке позволяет в явном виде работать с вероятностным распределением и проверять нулевую гипотезу об отсутствии казуальных эффектов в рассматриваемом кейсе. При этом нет необходимости асимптотически приближать распределение этих эффектов у контрольных кейсов к тому или иному распределению, что и делает тесты подобного типа пермутационными.

### Синтетический контроль как метод предсказания
В литературе было предложено использовать SCM не только для оценки причинно-следственных связей, но и построения прогнозов. В рамках пилотного исследования была предпринята попытка спрогнозировать экономический рост в Соединённых Штатах Америки, однако использующийся для получения весов «пул доноров» состоял уже не из стран с похожими характеристиками, но из показателей экономического роста с определённым временным лагом:616.

## Синтетический контроль и другие методы
Синтетический контроль совмещает элементы других каузальных статистических методов: разности разностей и мэтчинга.
По сравнению с разностью разностей синтетический контроль предлагает более упорядоченную процедуру подбора весов для наблюдений из контрольной группы, использует больший временной промежуток перед воздействием и требует максимально возможного приближения характеристик контрольной группы к характеристикам исследуемого объекта в ходе подбора весов.
Метод синтетического контроля обладает набором сходств с линейной регрессией. Так и синтетический контроль, и регрессионный анализ предполагают линейную комбинацию весов и переменных (в последнем веса, как правило, называются регрессионными коэффициентами), причём сумма весов равняется 1. Основным различием является то, что в SCM значения этих весов заключены в {\displaystyle [0,~1]}, тогда как в регрессионном анализе такого ограничения нет и коэффициенты практически не интерпретируются как веса:498-499 Так контрфактуальная Германия из исследования 2015 года была «синтезирована» на основании подушного ВВП, уровня инвестиций, торговой открытости, количества школ и доли промышленности в прибавочном продукте Австрии (42%), США (22%), Японии (16%), Швейцарии (11%) и Нидерландов (9%).
Симуляции показали, что панельный метод Сяо (фиксированные эффекты с эффектами взаимодействия) для исследования каузальных эффектов является менее робастным к изменению в пуле доноров, нежели синтетический контроль, хотя использование обоих подходов приводит к удовлетворительным результатам. Отмечалось, что синтетический контроль является более предпочтительным, если у исследователя есть данные по дополнительным временным периодам:1001.

## Применение
Область применения метода синтетического контроля охватывает исследования политики в сфере здравоохранения, криминологию, политическую науку, различные разделы экономики.
В политологии SCM рассматривается как компромисс между конвенциональными количественными и качественными методами, позволяющий совмещать фокус на одном или нескольких кейсах со строгими критериями их подбора. Посредством этого метода изучались: экономический эффект от объединения Германии для собственно ФРГ, последствия федеративной реформы в Бельгии для расходов на социальное обеспечение.
В географии SCM используется в исследованиях антропогенных ландшафтов (в рамках land systems science):513.

## В статистических пакетах
Существуют пакеты для анализа данных посредством метода синтетического контроля в статистическом программном обеспечением. Для языка R был разработан пакет Synth.